# Oxalaia
Oxalaia (podle afrického božstva Oxala) byl rod obřího dravého dinosaura (teropodem) z čeledi Spinosauridae, který žil na území dnešní Brazílie v období pozdně křídového věku cenoman, před asi 100 až 94 miliony let. Je také v pořadí sedmým oficiálně pojmenovaným teropodem z území Brazílie.

## Objev

Porovnání velikosti rodu Oxalaia s dospělým člověkem.

Fosilie tohoto teropoda byly objeveny již roku 2004 a formálně popsány v březnu roku 2011. Holotyp nese označení MN 6117-V, představující jen fosilní fragmenty čelistí. Fosilní zuby spinosauridů byly nicméně z příslušné lokality známé již v dřívější době.
Na základě studie, publikované v březnu roku 2022 se zdá být pravděpodobné, že Oxalaia je ve skutečnosti možná jen brazilským exemplářem rodu Spinosaurus.

## Rozměry
Oxalaia byl obří teropod, v současnosti je největším známým teropodem Brazílie. Odhady tělesné délky tohoto spinosaurida se pohybují mezi 11 až 14 metry délky a odhady jeho hmotnosti mezi 5 a 7 tunami. Oxalaia proto patří mezi největší známé teropody vůbec, větší délky prokazatelně dosahoval pouze příbuzný severoafrický rod Spinosaurus.

### Česká literatura
- SOCHA, Vladimír (2021). Dinosauři – rekordy a zajímavosti. Nakladatelství Kazda, Brno. ISBN 978-80-7670-033-8 (str. 134)